# Shannon Tabi
Shannon Tabi is een voetbalspeelster uit Nederland. Ze speelt als aanvaller voor NAC Breda.

## Clubcarrière
Tabi begon met voetballen in bij de lokale amateurclub HVV Laakkwartier. Later maakte ze de overstap naar jeugdacademie van ADO Den Haag.
Verhoef voegde zich op 15 augustus 2024 bij de selectie van het nieuw opgerichte NAC Breda. Tabi was de vervanger van Djenna de Jong, die ondanks een eerdere aankondiging niet voor de Bredanaren ging voetballen. Op 7 september 2024 maakte Tabi als linksbuiten haar debuut voor NAC Breda in de Vrouwen Eerste divisie in een thuiswedstrijd tegen Jong Feyenoord in het Rat Verlegh Stadion. Op 27 mei 2025 maakte NAC Breda bekend dat Tabi een van de speelsters was die na het seizoen 2024/25 afscheid nam van de club.

## Statistieken
| Seizoen | Club      | Land      | Competitie     | Wedstrijden | Doelpunten |
| ------- | --------- | --------- | -------------- | ----------- | ---------- |
| 2024/25 | NAC Breda | Nederland | Eerste divisie | 4           | 1          |
| Totaal  | Totaal    | Totaal    | Totaal         | 4           | 1          |

Laatste update: 27 mei 2025
1 De Haan ·
2 Heshof ·
3 Van den Burg ·
4 Verhoef ·
5 F. Mol ·
6 Heijblom ·
7 Promes ·
8 Aurélio ·
9 Franken ·
10 Laamouz ·
11 Schneijderberg ·
12 Nguyen ·
14 Hendriks ·
15 Fertoute ·
16 Oussoren ·
17 De Blij ·
18 Meerding ·
19 Tabi ·
19 Warps ·
20 Versluijs ·
21 Cober ·
22 L. Mol ·
23 Van der Meulen ·
24 Goutier ·
25 Yetim ·
26 Zieleman ·
Coach: Mank